# Adrien Goñi Cariñanos
Adrien Goñi Cariñanos (Pamplona, 25 d'agost de 1988) és un exfutbolista navarrès, que ocupava la posició de migcampista.

## Trajectòria
Format al planter de l'Athletic Club, passa pels diferents filials, fins a debutar amb el primer equip el 3 de maig de 2009, disputant un partit a la màxima categoria del futbol espanyol davant l'Sporting de Gijón.
El gener de 2011, després de jugar durant dues temporades al filial de l'Athletic, aleshores a la Tercera Divisió, rescindeix el contracte amb el club basc i firma un contracte per a tres temporades amb el Girona FC a la Segona Divisió. L'estiu del mateix any i tan sols havent disputat nou minuts amb el club gironí, Goñi firma pel CF Sporting Maonès retornant d'aquesta manera a la Tercera Divisió. El 2012, amb la desaparició del CF Sporting Maonès, firma per l'Oriola CF fins a recalar a la SD Amorebieta, equip amb el qual va lluitar per assolir un lloc en el play-off d'ascens a Segona divisió. En el mercat d'estiu de la temporada 2013-14, la UD Logroñés oficialitza el seu traspàs. Després de tres anys i mig en el club riojà, fitxa per La Roda en el mercat d'hivern de la temporada 2014-2015.

## Curiositats
El seu cosí és l'actual jugador de l'Athletic Club de Bilbao Iker Muniain.